# Muse Watson

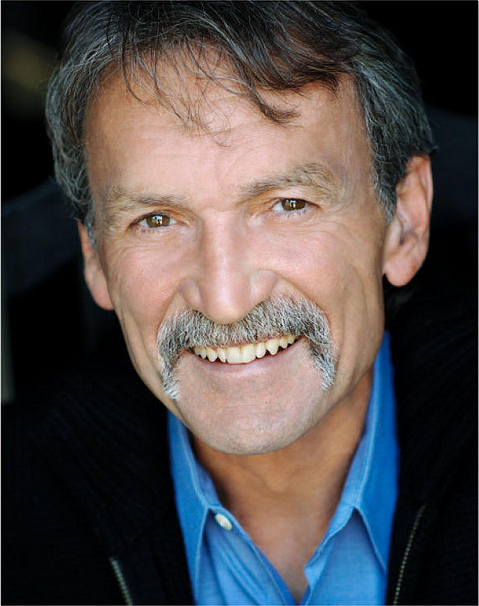
Muse Watson (2009)

Muse Watson (* 20. Juli 1948 in Alexandria, Louisiana) ist ein US-amerikanischer Schauspieler.
Watson studierte zwei Jahre lang auf der Louisiana Tech University Musik, bevor er an das Berea College in Berea, Kentucky ging. Dort hatte er seinen ersten Auftritt als Petruchio in William Shakespeares Der Widerspenstigen Zähmung. Während seiner Zeit in Berea spielte er an verschiedenen Theatern. Er spielte unter anderem die Titelrolle in Hamlet, den Stanley in Endstation Sehnsucht, Pale in Burn This und den Cervantes in Man of La Mancha.
Seit 1989 spielt Watson in verschiedenen Film- und Fernsehproduktionen mit. So war er, auch in größeren Rollen, in verschiedenen Filmen wie Assassins – Die Killer, From Dusk Till Dawn 2 – Texas Blood Money, Ich weiß, was du letzten Sommer getan hast und dessen Fortsetzung Ich weiß noch immer, was du letzten Sommer getan hast zu sehen.
Weiter hatte Watson auch diverse Gastauftritte in Fernsehserien, zumeist in Krimiserien wie JAG – Im Auftrag der Ehre, Walker, Texas Ranger, The Mentalist oder  Castle, oder auch in der Jugendserie iCarly. In der Serie Prison Break spielte er in der ersten Staffel die Hauptrolle des Häftling Charles Westmoreland. Im JAG-Spin-off Navy CIS hatte Watson von 2006 bis 2011 die wiederkehrende Rolle des ehemaligen Agenten Mike Franks. In Folge 185 stirbt er den Filmtod, trat danach aber weiterhin in unregelmäßigen Abständen als Geist von Mike Franks in der Serie auf.

## Filmografie
- 1989: Black Rainbow – Schwarzer Regenbogen (Black Rainbow)
- 1990: Die Geschichte der Dienerin (The Handmaid’s Tale)
- 1990: Blind Vengeance (Fernsehfilm)
- 1993: Sommersby
- 1993–1994: Matlock (Fernsehserie, 2 Folgen)
- 1994: Herz im Zwiespalt (Leave of Absence, Fernsehfilm)
- 1994: Justice in a Small Town (Fernsehfilm)
- 1995: Tad Lincoln, der Sohn des Präsidenten (Tad, Fernsehfilm)
- 1995: Gramps (Fernsehfilm)
- 1995: Tecumseh: The Last Warrior (Fernsehfilm)
- 1995: Power of Love (Something to Talk About)
- 1995: Weg der Träume (The Journey of August King)
- 1995: Assassins – Die Killer (Assassins)
- 1995: American Gothic – Prinz der Finsternis (American Gothic, Fernsehserie, Folge 1x04)
- 1996: Lazarus Man (The Lazarus Man, Fernsehserie, 2 Folgen)
- 1997: Rosewood Burning (Rosewood)
- 1997: Lolita
- 1997: Ich weiß, was du letzten Sommer getan hast (I Know What You Did Last Summer)
- 1997: Trust – Der Preis des Überlebens (Acts of Betrayal)
- 1998: Shadrach – Die Heimkehr des Fremden (Shadrach)
- 1998: Break Up – Nackte Angst (Break Up)
- 1998: JAG – Im Auftrag der Ehre (JAG, Fernsehserie, Folge 4x03 Nacht der Schande)
- 1998: Ich weiß noch immer, was du letzten Sommer getan hast (I Still Know What You Did Last Summer)
- 1998: Saturday Night Live (Fernsehserie, Folge 24x07)
- 1998: Panic House – Mit der Nacht kam der Tod (If I Die Before I Wake)
- 1998: Der Baumflüsterer (Heartwood)
- 1999: Die Gesetzlosen (You Know My Name, Fernsehfilm)
- 1999: Walker, Texas Ranger (Fernsehserie, 2 Folgen)
- 1999: From Dusk Till Dawn 2 – Texas Blood Money
- 1999: Austin Powers – Spion in geheimer Missionarsstellung (Austin Powers: The Spy Who Shagged Me)
- 1999: Rage – Irrsinnige Gewalt (It’s the Rage)
- 1999: The Art of a Bullet
- 2000: Songcatcher
- 2000: Ten Grand
- 2001: American Outlaws
- 2001: Morgan’s Ferry
- 2002: Hollywood Vampyr
- 2003: The Last Cowboy (Fernsehfilm)
- 2003: Wild Turkey (Kurzfilm)
- 2003: Season of the Hunted
- 2004: The Last Summer
- 2004: A Day Without a Mexican
- 2004: The Dark Agent and the Passing of the Torch Chapter 7 (Kurzfilm)
- 2004: Dead Birds – Im Haus des Grauens (Dead Birds)
- 2004: Frankenfish (Fernsehfilm)
- 2004: Christmas Child
- 2005: Iowa
- 2005: Durch den Tod versöhnt (End of the Spear)
- 2005: House of Grimm
- 2005–2008: Prison Break (Fernsehserie, 19 Folgen)
- 2006: Jane Doe: The Harder They Fall (Fernsehfilm)
- 2006: Close to Home (Fernsehserie, Folge 2x10)
- 2006–2017: Navy CIS (Navy NCIS, Fernsehserie, 20 Folgen)
- 2007: Criminal Minds (Fernsehserie, Folge 2x15 Gottesurteil)
- 2007: Ghost Whisperer – Stimmen aus dem Jenseits (Ghost Whisperer, Fernsehserie, Folge 2x19 Liebe und Wahrheit)
- 2007: CSI: Vegas (CSI: Crime Scene Investigation, Fernsehserie, Folge 8x06 Mordlust)
- 2008: The Cleansing (Kurzfilm)
- 2008: A Kiss at Midnight (Fernsehfilm)
- 2009: White Lightnin'
- 2009: Stellina Blue
- 2009: The Mentalist (Fernsehserie, Folge 1x17)
- 2009: TiMER
- 2009: Cold Case – Kein Opfer ist je vergessen (Cold Case, Fernsehserie, Folge 6x21 22. November)
- 2009: iCarly (Fernsehserie, Folge 3x05)
- 2009: The Haircut (Kurzfilm)
- 2009: Cop House (Fernsehfilm)
- 2010: Good Morning, Pennsylvania (Small Town Saturday Night)
- 2010: The Presence – Besessen von dir (The Presence)
- 2010: A Christmas Snow
- 2010: Castle (Fernsehserie, Folge 3x04 Ein Mörder auf Zeitreise)
- 2010: The Steamroom
- 2011: The Lamp
- 2011: Dear Shane (Kurzfilm)
- 2011: Franklin & Bash (Fernsehserie, Folge 1x10)
- 2012: Meeting Evil
- 2013: Der letzte Exorzismus: The Next Chapter (The Last Exorcism Part II)
- 2013: Eagleheart (Fernsehserie, Folge 3x07)
- 2014: Of Silence
- 2014: Justified (Fernsehserie, Folge 5x09)
- 2014: Wunden der Angst – Evil Estate (Compound Fracture)
- 2014: Suburban Gothic
- 2014: Between the Sand and the Sky (Kurzfilm)
- 2016: Saved by Grace
- 2016: Dark Resonance
- 2017: Valley of Bones
- 2018: Piece (Kurzfilm)
- 2019: The Dead Ones